# WAMU
Koordinaten: 38° 56′ 10″ N, 77° 5′ 32″ W
WAMU („American University Radio“) ist eine Public-Radio-Station für das Gebiet der Washington, D.C. Metropolitan Area. WAMU sendet auf UKW 88.5 MHz mit 50 kW und verfügt über zwei HD-Radio-Kanäle. Betreiber ist die American University, auf deren Campus sich die Studios befinden.
2013 belegte WAMU den sechsten Platz der meistgehörten Public-Radio-Stationen der USA.
Der WAMU HD2-Kanal sendet Bluegrass Country, das zusätzlich über den Stream bluegrasscountry.org verbreitet wird. Dieser Kanal wird auch terrestrisch im nördlichen Virginia auf 105,5 MHz als W288BS ausgestrahlt.
WAMU produziert eine Sendung, die auch über die Partnersender des NPR verbreitet wird, 1A, sowie die Podcasts Diane Rehm Show und Politics Hour mit Kojo Nnamdi.